# Isabel Martínez de Perón
María Estela Martínez de Perón (La Rioja, 1931. május 7. –) Argentína elnöke és Juan Domingo Perón (1895–1974) argentin elnök harmadik felesége.

## Élete

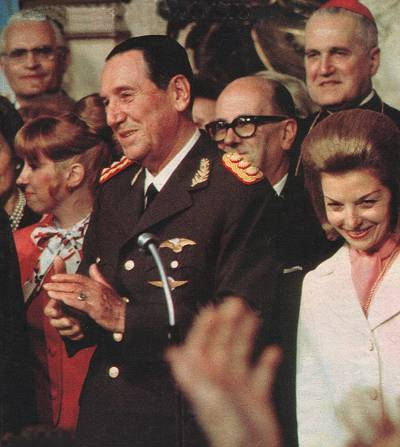
Juan és Isabel Perón 1973. október 12-én

Az 1950-es évek elején szórakozóhelyi táncos lett, felvette az Isabel nevet.
1955 és 1956 között találkozott a kétszer özvegy Juan Perónnal, akit éppen második ciklusában argentin elnökként bocsátottak el. 1961-ben házasságot kötöttek Madridban.
1973-ban Juan és Isabel Perón visszatért Argentínába.
1973 októberében Perón harmadszor lett elnök és Isabel alelnök, s majd a férje halála után  elnök.
Isabel Perón hivatali ideje alatt Argentínát gazdasági válságok és korrupció sújtotta.
Az időt szabálytalanul ismétlődő "vadmacska-sztrájkok" (huelgas) és hivatalosan elrendelt általános sztrájkok jellemezték (paro general). Isabel Perónt azonban egy katonai puccs 1976. március 24-én elmozdította hivatalából.
Öt évre házi őrizetbe vették, majd Spanyolországba száműzték.
Isabel Perón most a spanyolországi Villanueva de la Cañada-ban feltűnés nélkül él, és már nem beszél politikai múltjáról.

## Fordítás
- Ez a szócikk részben vagy egészben  az   Isabel Martínez de Perón című német Wikipédia-szócikk fordításán alapul.  Az eredeti cikk szerkesztőit annak laptörténete sorolja fel. Ez a jelzés csupán a megfogalmazás eredetét és a szerzői jogokat jelzi, nem szolgál a cikkben szereplő információk forrásmegjelöléseként.